# Новая Деревня (станция)
Но́вая Дере́вня — железнодорожная станция Сестрорецкого направления Октябрьской железной дороги. Расположена в Приморском районе Санкт-Петербурга, на пересечении с Коломяжским проспектом.
На станции останавливаются все электропоезда, следующие с Финляндского вокзала на Белоостров через Сестрорецк. Расстояние до Финляндского вокзала — 8 км.

## История
Станция была устроена на стыке двух линий Приморской Санкт-Петербург-Сестрорецкой железной дороги: Новая Деревня — Озерки и Новая Деревня — Лахта. Время открытия, вероятно, совпадает с датой ввода последней ветки — 12 июля 1894 года. Станции было присвоено название «Узловая», что отражало её нахождение на пересечении железнодорожных направлений.
Станция практически не выполняла функций по обслуживанию пассажиров. Основным её назначением было техническое обслуживание и разъезд составов. В её районе были построены железнодорожные мастерские.
В 1920-е годы, после соединения Сестрорецкой линии с Финляндским вокзалом и разбором линии до Приморского вокзала, с упразднением последнего, станции было присвоено современное название по историческому району.
После Великой Отечественной войны на станции было устроено одноэтажное деревянное здание вокзала с билетными кассами, залом ожидания и хозяйственными помещениями, которое было уничтожено пожаром 17 ноября 2011 года.
1 июня 1952 года сестрорецкая линия была электрифицирована.
В августе 2012 года был открыт Коломяжский путепровод и закрыт железнодорожный переезд в непосредственной близости от станции. На прилегающей территории была устроена автомобильная стоянка.
К северу от станции вдоль Коломяжского проспекта отходила железнодорожная ветка, которая представляла собой 300-метровый отрезок Озерковской линии и использовалась в качестве подъездного пути к складам ЗАО «Приморское объединение»), а также как маневровая ветвь для Северного завода. В процессе стройки Коломяжского путепровода эта ветка была демонтирована и построена новая, чуть севернее основного железнодорожного переезда.

## Современное путевое развитие
Между главными путями находится островная пассажирская платформа. Со стороны Ланской железная дорога двухпутная, в сторону Старой Деревни — однопутная. Восточнее платформы отходит подъездной путь на Городской продовольственный оптовый рынок (ЗАО «Приморское объединение»). Западнее станции путь проходит по мосту через Чёрную речку.

## Фотогалерея

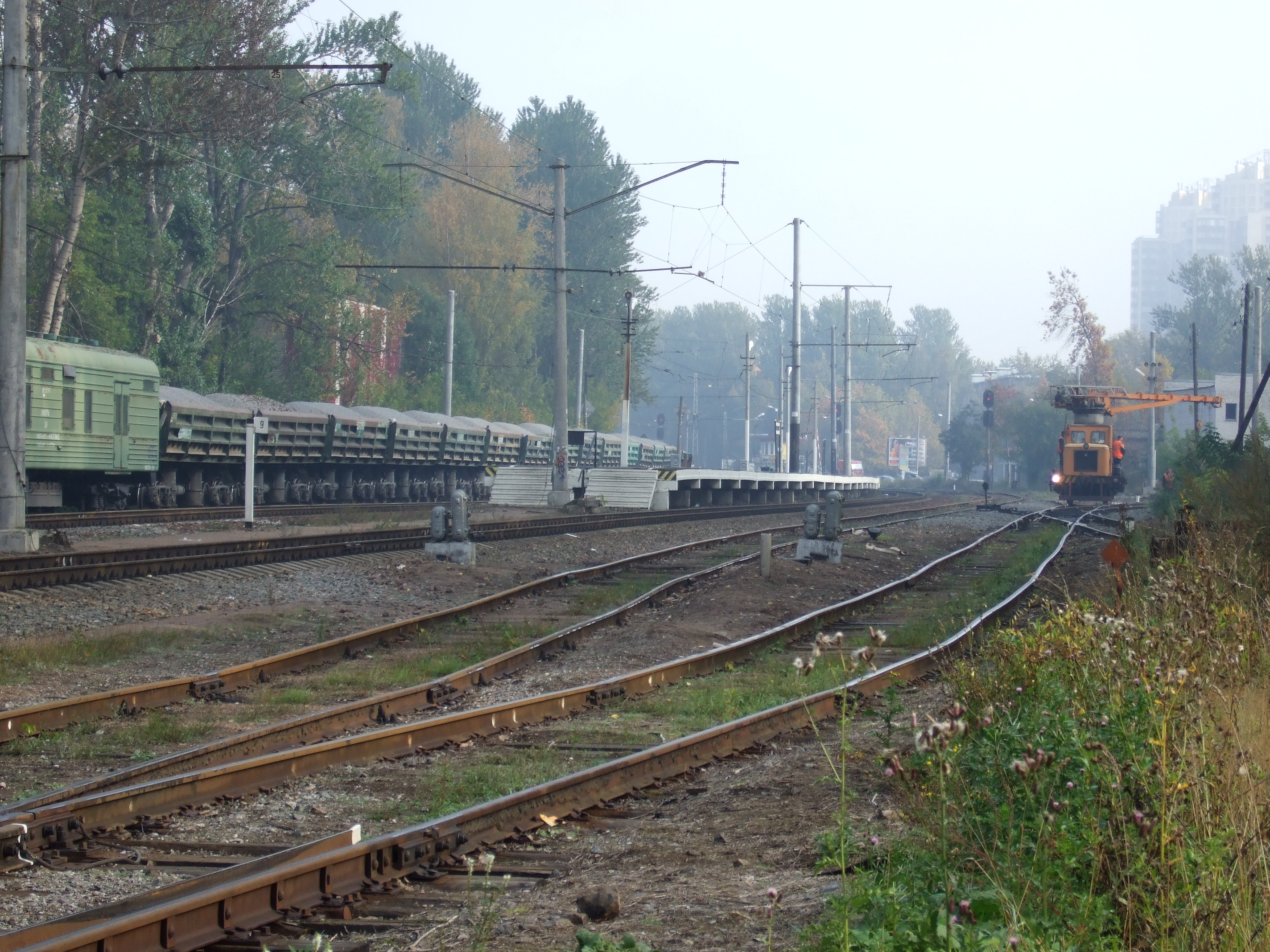
Путевое развитие, вид на восток. 2007 год
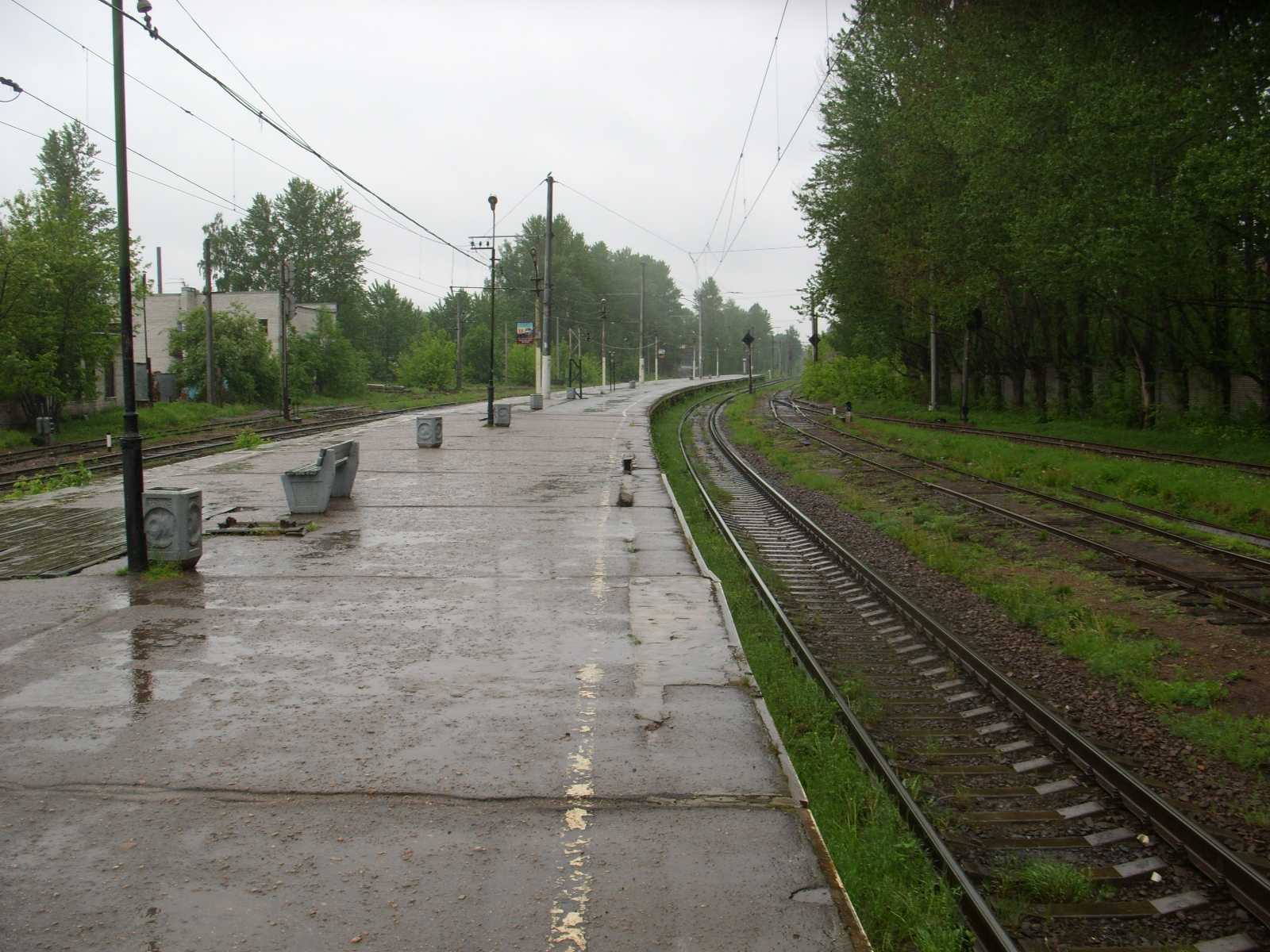
Платформа, вид в сторону Сестрорецка. 2010 год
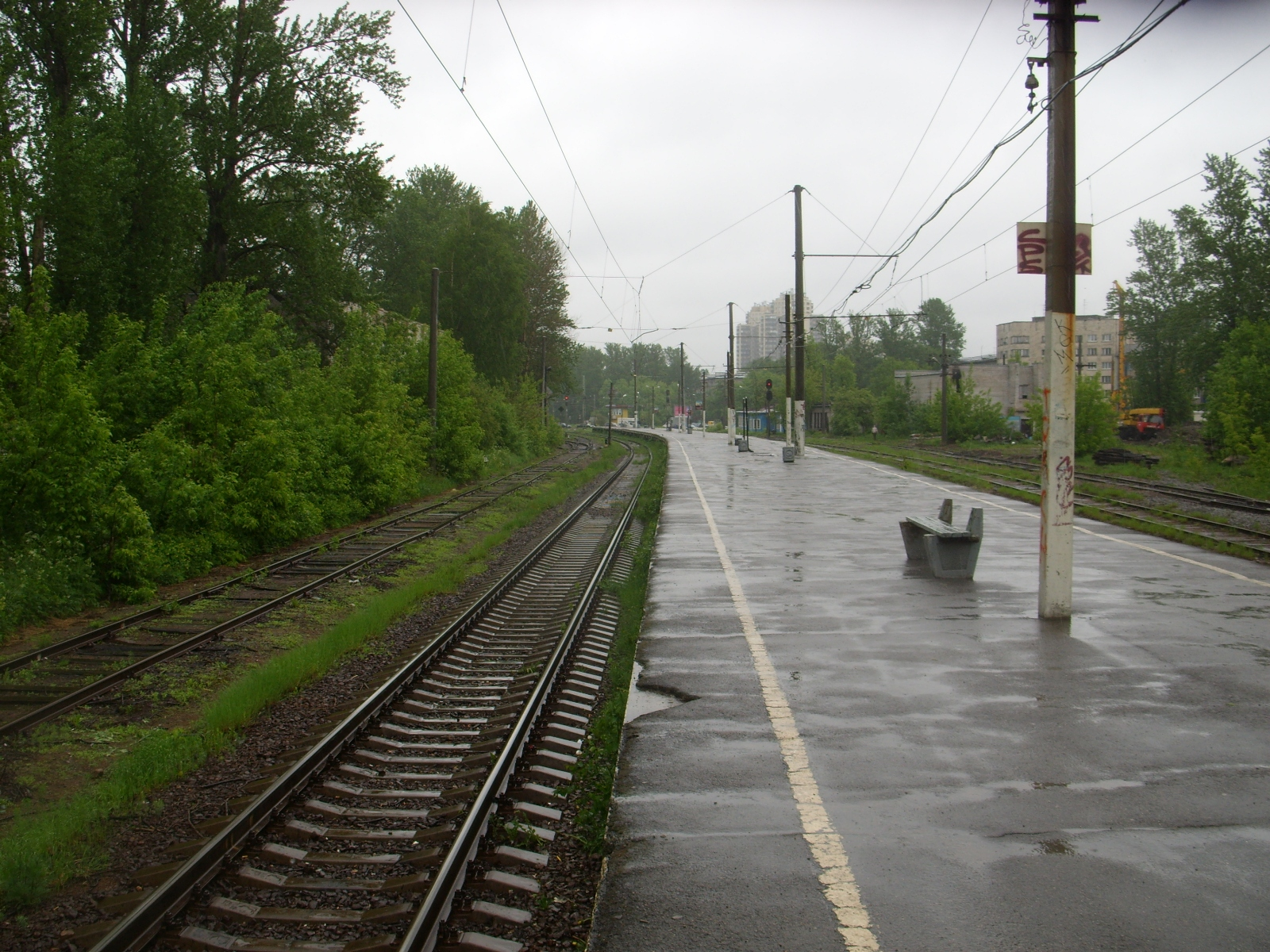
Платформа, вид в сторону Финляндского вокзала. 2010 год
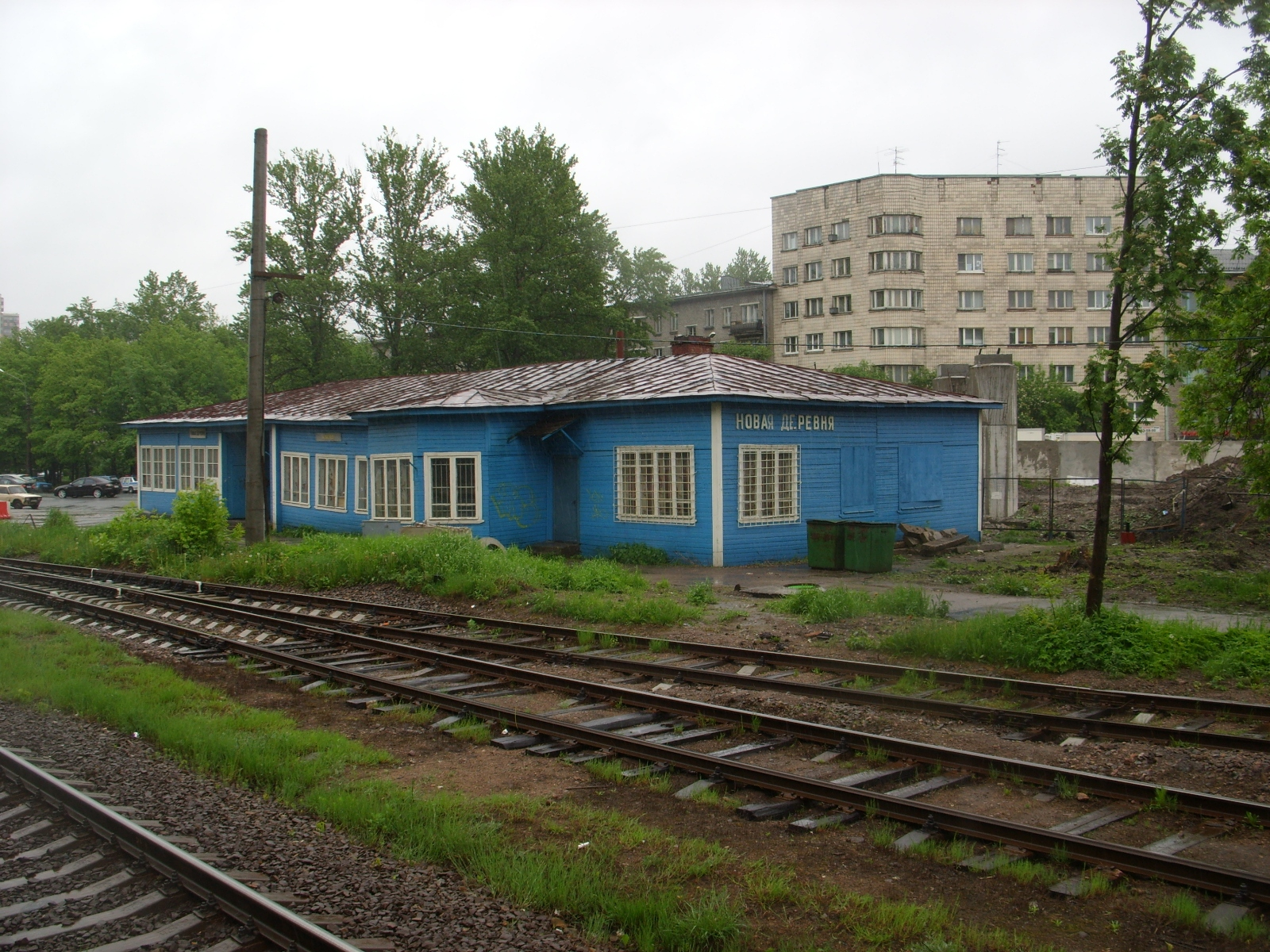
Вокзал ст. Новая Деревня в 2010 году. На заднем плане — Коломяжский путепровод (первая очередь)
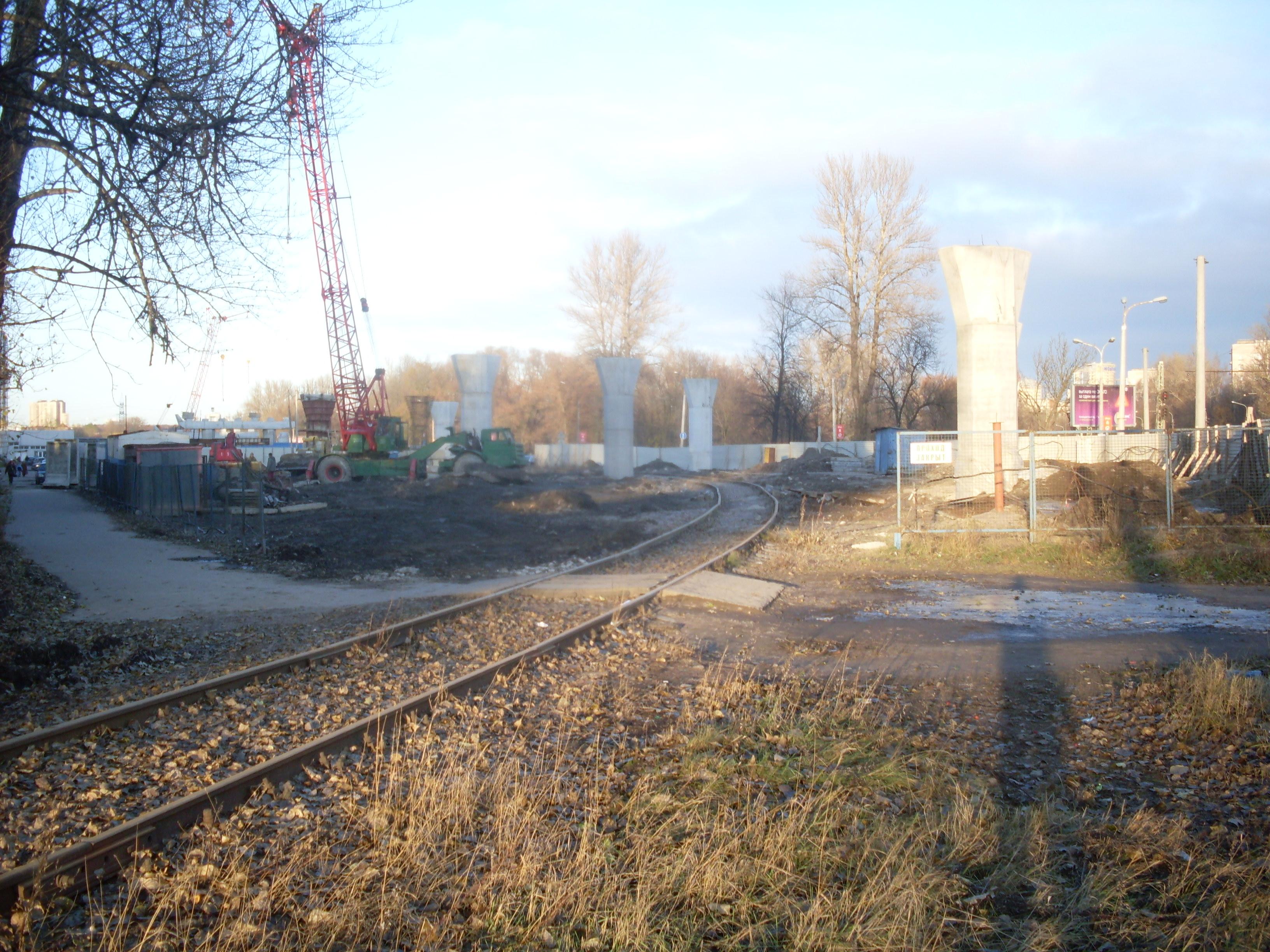
300-метровый отрезок бывшей Озерковской линии, который использовался в качестве маневрового пути для Северного завода. Видны опоры строящегося Коломяжского путепровода. Октябрь 2009 года
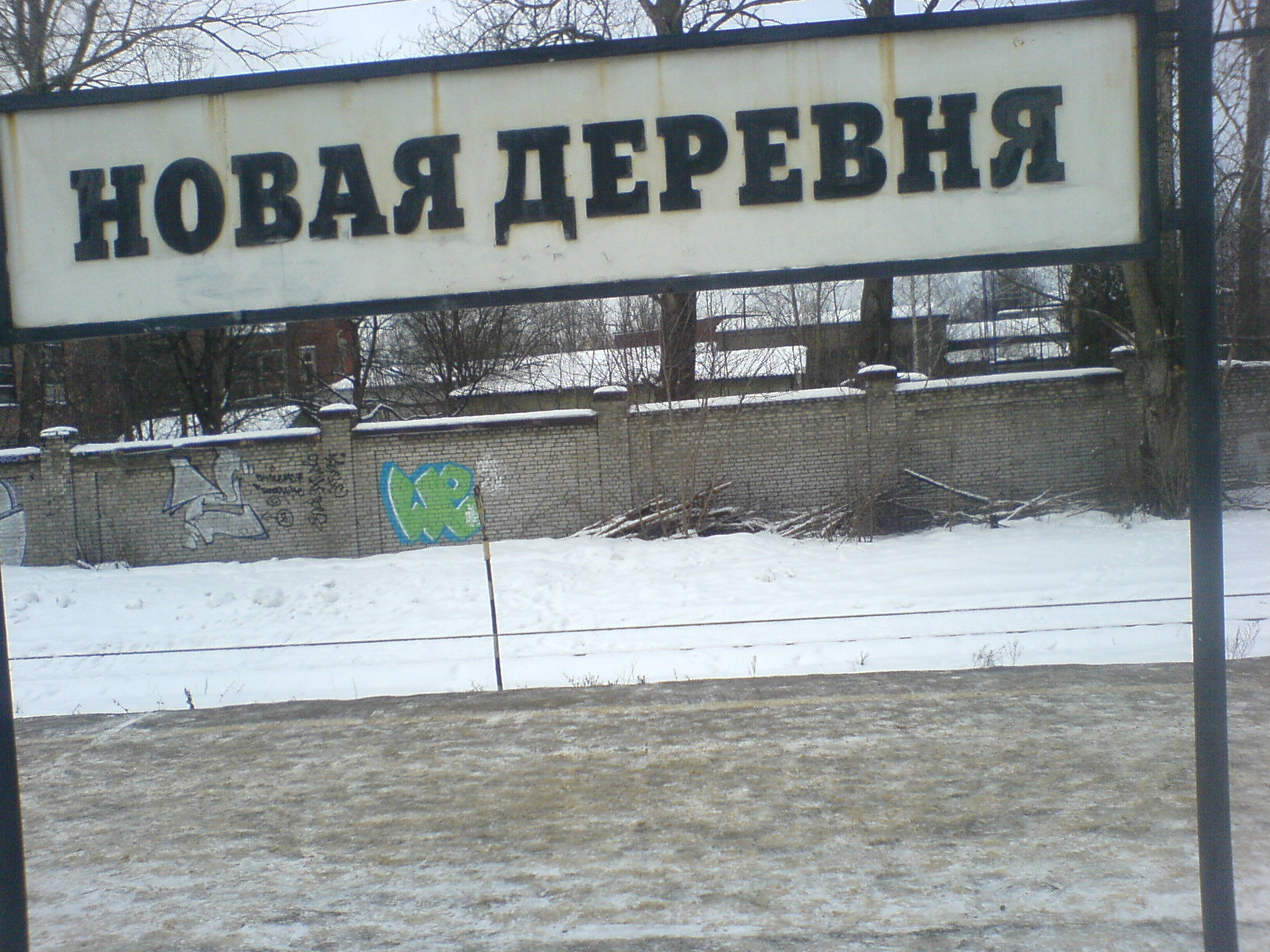
Табличка с наименованием платформы. 2012 год